# Max Dohmann
Max Dohmann (* 3. März 1939 in Hagen) ist ein deutscher Ingenieurwissenschaftler.

## Leben
Nach einer Zimmermannslehre und dreijähriger Tätigkeit im Bauhauptgewerbe studierte Dohmann Bauwesen an der Staatlichen Ingenieur-Schule für Bauwesen in Hagen und schloss sein Studium 1968 an der RWTH Aachen ab. Im Jahr 1974 promovierte er bei Carl-Franz Seyfried an der TU Hannover zum Thema „Abwasserfiltration mit feinkörnigem Filtermaterial“.
Im Anschluss an seine Tätigkeit als stellvertretender Leiter der Bau- und Betriebsabteilung beim Ruhrverband wurde Dohmann 1983 Leiter des neu eingerichteten Fachgebiets Siedlungswasserwirtschaft an der Universität GH Essen. Im Jahr 1987 erfolgte sein Ruf an die RWTH Aachen als Nachfolger von Botho Böhnke. Dohmann baute als Universitätsprofessor und Lehrstuhlinhaber des Instituts für Siedlungswasserwirtschaft der RWTH Aachen zusätzliche Forschungsschwerpunkte auf. Die mit Siedlungsentwässerung verbundenen Fragestellungen der Regenwasserbehandlung und Kanalsanierung wurden stärker untersucht; auch die Forschung zu Abfallwirtschaft, Altlastensanierung und Kreislaufwirtschaft gewannen an Bedeutung. In seiner Zeit in Aachen begleitete das ISA ingenieurwissenschaftlich die Diskussionen um die föderalen Gesetzesänderung zur Einführung von „Altlasten“ und der damit verbundenen Diskussion um die Sanierung kontaminierter Böden, als auch den Wandel der Abfallwirtschaft hin zur Kreislaufwirtschaft.
Dohmann setzte sich auch für Fort- und Weiterbildung auf dem Gebiet der Wasser- und Abfallwirtschaft ein. So führte er die von seinem Vorgänger ins Leben gerufene Essener Tagung fort und gründete, leitete und prägte eine Reihe von in der Fachwelt etablierten Foren für den interdisziplinären Austausch von Praxis und Wissenschaft.
Als geschäftsführendes Vorstandsmitglied leitete Max Dohmann ab 1992 das Forschungsinstitut für Wasser- und Abfallwirtschaft an der RWTH Aachen (FiW), ein An-Institut der RWTH, das sich mit dem Wissenstransfer in die in- und ausländische Praxis befasst. Im Jahr 1999 wurde auf maßgebliches Engagement Dohmanns das Prüf- und Entwicklungsinstitut für Abwassertechnik an der RWTH Aachen (PIA) als gemeinnütziger Verein und als An-Institut der RWTH gegründet. Ziel des Vereins ist die Förderung der Forschung im Bereich der dezentralen Abwasserentsorgung.
Von 1998 bis 2000 war Max Dohmann Dekan der Fakultät für Bauingenieurwesen der RWTH Aachen, legte dieses Amt aber nach zwei Jahren aufgrund der Berufung in den Sachverständigenrat für Umweltfragen der deutschen Bundesregierung nieder.
Dohmann unterstützte maßgeblich die Gründung und Etablierung des Bildungs- und Demonstrationszentrums für Dezentrale Abwasserbehandlung (BDZ) in Leipzig, ein von der Deutschen Bundesstiftung Umwelt gefördertes Projekt. Seit der Gründung 2002 war er Vorsitzender des Beirates, heute ist er Ehrenmitglied neben Klaus Töpfer, Kurt Biedenkopf, Fritz Brickwedde und Peter Fritz.
Im Jahr 2004 wurde Dohmann nach 17 Jahren als Leiter des Lehrstuhls und Instituts für Siedlungswasserwirtschaft verabschiedet. Er engagiert sich auch nach seiner Emeritierung im Vorstand von FiW und PIA.
Die Position als Leiter der Wasserwirtschaftsinitiative des Landes Nordrhein-Westfalen übernahm Dohmann im Jahr 2005.
Er ist Mitglied im Expertenrat für Umwelttechnik und Infrastruktur (dex), der im Jahr 2001 als Zusammenschluss von Universitätsprofessoren und Industrieunternehmen gegründet wurde.
Max Dohmann war von 1996 bis 2005 Mitglied im Vorstand der Deutschen Vereinigung für Wasserwirtschaft, Abwasser und Abfall (DWA) sowie im Beirat des DWA-Landesverbandes NRW. Seine wissenschaftlichen Erkenntnisse brachte er als Mitglied zahlreicher Fachausschüsse und Arbeitsgruppen in Regelwerksarbeit und Fortbildung der DWA ein.

## Wissenschaftlicher Dialog
Eine besondere Rolle hatte und hat Max Dohmann im Dialog zwischen Wissenschaft, Praxis und Politik. Er gründete zahlreiche Veranstaltungsreihen und sicherte den Austausch durch Veröffentlichungen und Diskussionen.
Unter seiner Leitung wurde im Rahmen des zweiten Graduiertenkollegs der Deutschen Forschungsgemeinschaft von 1999 bis 2005 zum Thema „AGEESA: Aachener Graduiertenkolleg zur Elimination endokrin wirksamer Stoffe aus kommunalem Abwasser“ diese damals noch neuen und intensiv diskutierten Stoffe untersucht. Damit regte er die Diskussion um die sogenannte 4. Reinigungsstufe an.

## Politisches Wirken
Dohmann setzte sich in seiner Laufbahn für die Stärkung der internationalen Kooperation, insbesondere zwischen Deutschland und China, sowie einen effizienten Umweltschutz ein.

### Abwasserverordnung
Aufgrund der Algenpest und des Robbensterbens in der Nordsee im Jahr 1988 wurde die Abwasserverordnung in den Jahren bis 1990 mehrfach novelliert, unter anderem mit dem Ziel der Phosphorelimination. Verfahrenstechnik der Wahl war damals bei vielen Kläranlagen die nachgeschaltete Abwasserfiltration. Hierfür schuf Max Dohmann mit seiner Dissertation zu diesem Prozessschritt die wissenschaftlichen Grundlagen.

### Sachverständigenrat für Umweltfragen
Von 2000 bis 2004 war Max Dohmann Mitglied des SRU und wirkte unter anderem maßgeblich am Umweltgutachten 2002 mit, indem, aufbauend auf die Agenda 21, die Chancen und Notwendigkeiten einer innovationsorientierten Vorreiterrolle Deutschlands in der Umweltpolitik beschrieben wurden.

### China
Bereits in den 1980ern knüpfte Dohmann Kontakte zum Departement of Environmental Science and Engineering der Tsinghua-Universität in Peking und initiierte den Wissensaustausch zu Technologien und Managementmethoden in der Abwasser- und Abfallbehandlung. Bis 1999 verstetigte Dohmann die Verbindung durch den Anstoß und Durchführung von deutsch-chinesischen Umweltsymposien. Auf sein Betreiben hin wurde der Studiengang „Umweltwissenschaften“ an der Sichuan-Universität und an der Tsinghua-Universität Peking eingerichtet. Während dieser Zeit betreute er zahlreiche Stipendiaten, Praktikanten und Doktoranden. Mit seiner Arbeit leistete Dohmann einen Beitrag zum Umweltschutz in China und ermöglichte zudem den weiteren Aufbau von Kooperationen durch Politik, Unternehmen und Forschungseinrichtungen mit Partnern in China. Dafür wurde er 2006 mit dem Bundesverdienstkreuz Erster Klasse ausgezeichnet. Verschiedene chinesische Forschungseinrichtungen würdigten Dohmann für sein Engagement mit Ehrenprofessuren.
Im Rahmen des „5+1-Programms“ der chinesischen Zentralregierung wurden international renommierte Wissenschaftler und Nobelpreisträger für mehrere Jahre verpflichtet, ihr Wissen an chinesische Studierende weiterzugeben. In diesem Rahmen lehrte Dohmann ab 2004 als Honorarprofessor an der Sichuan-Universität in Chengdu, China.

## Ehrungen
- 1999: Ehrenprofessur der China School of Public Administration in Peking
- 2003: Ernennung zum High-End-Professor im Programm 5+1 durch Sichuan-Universität in Chengdu
- 2006: Bundesverdienstkreuz 1. Klasse
- 2007: Ehrenprofessur Tsinghua-Universität
- 2014: Max-Prüß-Medaille (DWA)[16]
- 2014: Ehrenmitglied des BDZ

## Schriften
- Abwasserfiltration mit feinporigem Filtermaterial. Institut für Siedlungswasserwirtschaft. Technische Universität Hannover, 1975.
- (Hrsg.): Wassergefährdung durch undichte Kanäle. Springer, Berlin/Heidelberg 1999, ISBN 978-3-540-64212-1.

Max Dohmann ist Herausgeber der Aachener Schriftenreihe zur Stadtentwässerung und der Aachener Schriftenreihe Abfall – Recycling – Altlasten.